# Actividades de Construcción y Servicios
Grupo ACS (Actividades de Construcción y Servicios, SA), és una companyia espanyola fruit de la fusió d'OCP Construccions i Ginés Navarro Construccions.
En l'actualitat ACS és una empresa molt diversificada que està present a diversos sectors econòmics a través de nombroses i importants empreses participades, com ara Unión Fenosa (en el camp de l'energia), Abertis (en autopistes i Infraestructures), Yoigo (en telecomunicacions), entre d'altres.
El seu president i impulsor des dels seus orígens és Florentino Pérez, molt conegut per ser també president del Club de Futbol Reial Madrid. Els seus principals accionistes són la família de March, els «Albertos» (Alberto Alcocer i Alberto Cortina) i el mateix Florentino Pérez. L'expansió d'aquest grup en els darrers anys ha estat constant.

## Història
El grup comença el 1983, quan un grup d'Enginyers de Camins adquireix Construccions Padrós, una companyia constructora de Badalona i que travessava una delicada situació financera. Un cop reestructurada l'empresa, es repeteix la mateixa estratègia amb Ocis, una constructora mitjana amb 40 anys d'història situada a Coslada (Madrid) i amb sucursals a tot Espanya.
A finals dels 80 es porta a terme un procés de diversificació mitjançant l'adquisició de SEMI, una empresa especialitzada en el manteniment i instal·lació de línies elèctriques, i continua un any més tard amb la compra d'una participació majoritària a Cobra, SA, una de les empreses amb més renom en el sector de suport a empreses elèctriques i de telecomunicacions, líder en el seu mercat.
El 1993 es fusionen les empreses del grup creant-se OCP, germen de l'actual grup com avui està estructurat. OCP es converteix en un dels principals grups empresarials de construcció a Espanya. El 1997 es produeix la segona gran integració, en constituir ACS de la unió d'OCP amb AUXINI i Gines Navarro.
A finals dels 90 el grup incorpora en anys successius la major part de les empreses que formen l'àrea de serveis urbans actual; Continental Auto, dedicada al transport de viatgers, Onyx, dedicada als serveis mediambientals, Imes, empresa dedicada als serveis públics d'enllumenat, manteniment integral i serveis de control, i Vertresa, la planta més gran de tractament de residus a Madrid.
El canvi de segle va començar amb l'operació d'integració del Grup Dragados, que va posicionar al grup ACS com el líder indiscutible en el mercat espanyol i una de les companyies més importants en la seva indústria del continent europeu.
A banda de tot aquest procés d'integracions, el Grup ACS ha establert les bases de la seva estratègia futura, centrada en la seva activitat en sectors rellevants de l'economia Espanyola i Europea a través d'inversions com les realitzades en Abertis, Urbis i l'any 2005 a Unión Fenosa que, després d'una inversió de més de 3.400 milions d'euros, ha permès a ACS introduir-se en un sector estratègic com a accionista de referència d'una de les principals empreses energètiques d'Espanya.
El juliol de 2008 ACS concretar la venda de la seva participació en Unión Fenosa a Gas Natural, en una operació que es preveu finalitzi l'abril de 2009. En conseqüència, l'estratègia futura d'ACS en el sector energètic estarà basada en la seva participació actual a Iberdrola
El 2016, Cobra, una de les empreses del grup empresarial, fou acusada de ser responsable d'un desastre mediambiental a Guatemala.
L'empresa apareixia a la documentació aportada per l'extresorer del Partit Popular, Luís Bárcenas, com a donant del partit en el cas de possible finançament il·legal del partit. Per això, en la comissió d'investigació del Congrés dels Diputats del 2018 va ser citat Florentino Pérez, responsable d'aquesta.
El 2019 l'empresa ACS es va consolidar com l'empresa líder en multes per trucar els contractes. En quatre anys se li havien exigit 97,4 milions d'euros en multes, segons dades de la Comissió Nacional dels Mercats i la Competència.

## Empreses del grup

### Empreses de construcció
- Dragados
- VYCSA - VYCSA
  - Roura & Cevasa - Roura & Cevasa Arxivat 2018-09-19 a Wayback Machine.
  - Electren - Electren
  - Constru-Rail - Constru-Rail Arxivat 2023-03-11 a Wayback Machine.
- TECSA - TECSA
- Drace - [Drace http://www.drace.com]
- Dravosa
- GEOCISA - [GEOCISA http://www.geocisa.com]
- Cogesa
- Dycvensa - Dycvensa Arxivat 2019-09-09 a Wayback Machine.
- Dycasa - Dycasa

La companyia També té un 25% de la principal empresa de construcció alemanya, Hochtief.

### Empreses industrials
- Grup Cobra - Grup Cobra
- Etra - Grup Etra Arxivat 2017-11-04 a Wayback Machine.
- Semi - SEMI
- MAESSA - [MAESSA http://www.maessa.com Arxivat 2009-10-01 a Wayback Machine.]
- IMESAPI - IMESAPI
- EYRA
- CYMI - CYMI
- Dragados OFFSHORE - Dragados OFFSHORE Arxivat 2009-12-25 a Wayback Machine.
- Grup Massa - Grup Massa
- Intecsa Industrial (abans Intecsa-Uhde Industrial)[5] - Intecsa Industrial
- INITEC Energia - INITEC Energia Arxivat 2012-06-17 a Wayback Machine.
- SICE - SICE
- Makiber - [Makiber http://www.makiber.com]

### Serveis
- Urbaser - [Urbaser http://www.urbaser.com]
- Clece - Clece
- Dragados SPL
- LIREBA Serveis Integrats - [LIREBA http://www.lireba.com Arxivat 2009-04-03 a Wayback Machine.]
- Continental Auto

 'També' La Companyia participa Sent accionista de les Següents Empreses:
- Abertis
- Iberdrola
- Urbis